# Laurence Olivier Award for Most Promising Performer
Der Laurence Olivier Award for Most Promising Performer (deutsch: Laurence Olivier Auszeichnung für den vielversprechendsten Darsteller) war ein britischer Theater- und Musicalpreis, der von 2002 bis 2003 vergeben wurde.

## Geschichte und Hintergrund
Die Laurence Olivier Awards werden seit 1976 jährlich in zahlreichen Kategorien von der Society of London Theatre vergeben. Sie gelten als höchste Auszeichnung im britischen Theater und sind vergleichbar mit den Tony Awards am amerikanischen Broadway. Ausgezeichnet werden herausragende Darsteller und Produktionen einer Theatersaison, die im Londoner West End zu sehen waren. Die Nominierten und Gewinner der Laurence Olivier Awards „werden jedes Jahr von einer Gruppe angesehener Theaterfachleute, Theaterkoryphäen und Mitgliedern des Publikums ausgewählt, die wegen ihrer Leidenschaft für das Londoner Theater“ bekannt sind. Einer der Auszeichnungen war der Laurence Olivier Award for Most Promising Performer. Der Preis wurde 2002 eingeführt, 2003 ebenfalls verliehen und dann zurückgezogen. Bei den beiden Gelegenheiten, bei denen dieser Preis verliehen wurde, ging er an einen Schauspieler.

## Gewinner und Nominierte
Die Übersicht der Gewinner und Nominierten listet pro Jahr die nominierten Darsteller/-innen und ihre Rollen in den Produktionen. Der Gewinner eines Jahres ist grau unterlegt und fett angezeigt.

### 2002–2003
| Jahr         | Darsteller/-in   | Produktion                           | Rolle            |
| 2002         |                  |                                      |                  |
| ------------ | ---------------- | ------------------------------------ | ---------------- |
| 2002         | Benjamin Davies  | Fucking Games                        | Danny            |
| 2002         | Jack Davenport   | The Servant                          | Tony             |
| 2002         | Ralf Little      | Presence                             | George Harrison  |
| 2002         | Leah Muller      | Six Characters Looking for an Author | The Stepdaughter |
| 2003         |                  |                                      |                  |
| Noel Clarke  | Where Do We Live | Shed                                 |                  |
| Toby Dantzic | Where Do We Live | Ron                                  |                  |
| Sam Heughan  | Outlying Islands | John                                 |                  |
| Sid Mitchell | The Dead Eye Boy | Soren                                |                  |